# Олдридж, Рэй
Рэй О́лдридж (англ. Raymon Huebert Aldridge, род. 6 июля 1948 года) — американский писатель-фантаст. Основная профессия — художник, специализирующийся на керамической и фарфоровой скульптуре.

## Литературная деятельность
Написал космическую трилогию «Освободитель» (Emancipator) о приключениях наёмного убийцы Руиза Ава в пангалактической цивилизации с высоким уровнем техногенного развития. В трилогию входят романы: «Контракт на Фараоне» (The Pharaoh Contract), «Император мира» (The Emperor of Everything) и «Механический Орфей» (The Orpheus Machine). Также его перу принадлежит более двух десятков рассказов. Рассказы включены в антологии Full Spectrum 4 (составитель Лу Ароника, 1993) и The Best from Fantasy & Science Fiction: A 40th Anniversary Anthology (1989).
Рассказ Gate of Faces (F&SF, 1991) номинировался на премию «Небьюла» за лучшую короткую повесть в 1992 году. Повесть The Beauty Addict (Full Spectrum 4, 1993) номинировалась на премию «Небьюла» за лучшую повесть в 1994 году.